# Dryopteris clintoniana
Dryopteris clintoniana là một loài thực vật có mạch trong họ Dryopteridaceae. Loài này được (D.C. Eaton) Dowell miêu tả khoa học đầu tiên năm 1906.

## Hình ảnh

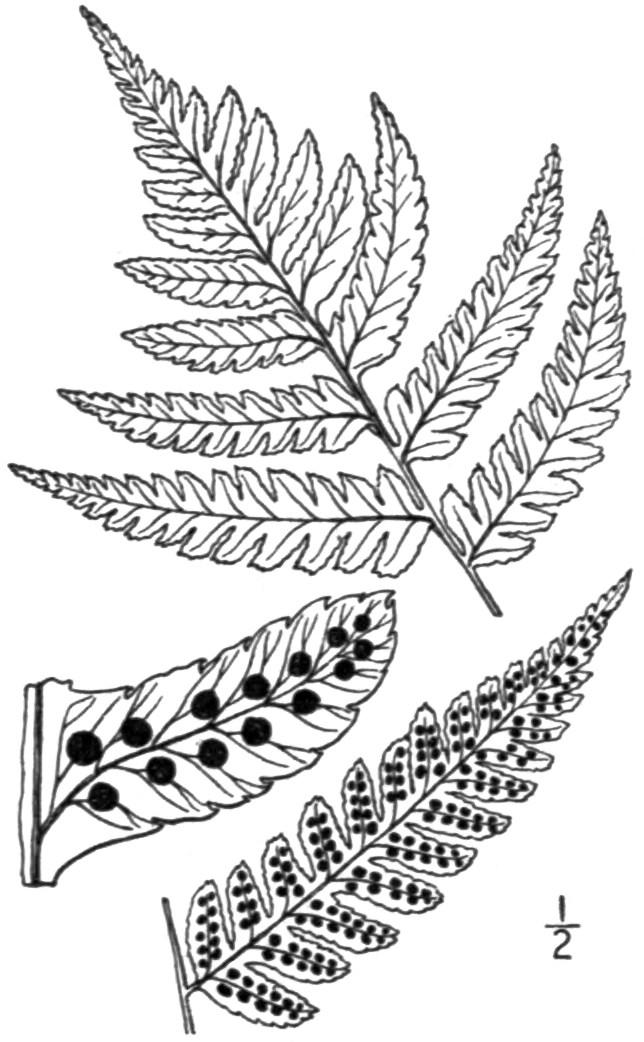
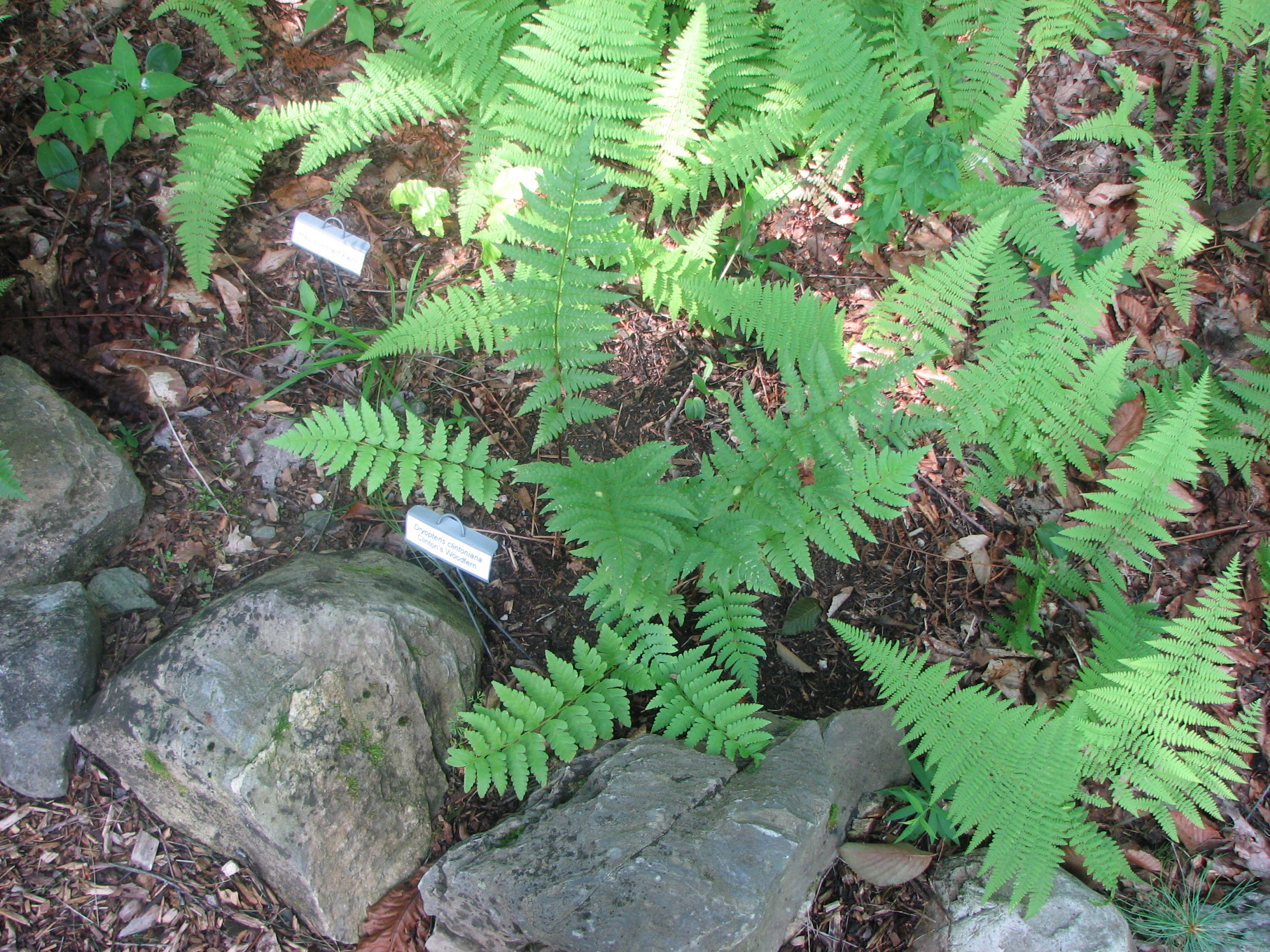